# Concinnia frerei
Espèce
Synonymes
- Eulamprus frerei Greer, 1992

Concinnia frerei est une espèce de sauriens de la famille des Scincidae.

## Répartition
Cette espèce est endémique du Nord-Est du Queensland en Australie.

## Description
C'est un saurien vivipare.

## Étymologie
Cette espèce est nommée en référence au lieu de sa découverte : le mont Bartle Frere.

## Publication originale
- Greer, 1992 : Revision of the species previously associated with the Australian scincid lizard Eulamprus tenuis. Records of the Australian Museum, vol. 44, no 1, p. 7-19 (texte intégral).